# UNTIMELY FLOWERING
『UNTIMELY FLOWERING』（アンタイムリー・フラワリング）は、SIONが2002年4月26日に東芝EMI / EASTWORLDからリリースした、15枚目のオリジナル・アルバム。

## 解説
『好きな時に跳べ!』から10か月でのオリジナル・アルバム。

## 収録曲
全作詞・作曲：SION
1. 小さい天使 (4:48)
2. ちょっとでいいんだ (3:22)
3. 青と透明 (5:14)
4. 傘いらんかん (3:55)
5. まだまだ (4:12)
6. u-uuu-u- (5:13)
7. 流星群 (4:13)
8. 雪かもな (4:01)
9. 一瞬 (4:40)
10. 俺の手袋 (4:31)
11. チャラ (4:04)
12. ろくでもない明日にしたくなければ (6:47)
13. 41 (3:27)

## 参加ミュージシャン
- SION：ボーカル、ハーモニカ
- THE MOGAMI
  - 松田文：エレクトリック・ギター、アコースティック・ギター
  - 藤井一彦：エレクトリック・ギター、アコースティック・ギター、バックグラウンドボーカル
  - 細海魚：エレクトリックピアノ、アコースティックピアノ、オルガン、アコーディオン
  - 井上富雄：エレクトリックベース、アコースティックベース
  - 池畑潤二：ドラム、パーカッション、カリンバ